# Julius Jr.
Julius Jr. ist eine kanadische Kinder-Zeichentrickserie aus dem Jahr 2013, die auf der Marke Paul Frank basiert.

## Handlung
Der lustige Affenjunge Julius hat eine Vorliebe für Erfindungen. Wenn es mal richtig rundgeht, geht es für die haarige Hauptfigur trotzdem gut, denn Julius und seine tierischen Freunde halten zusammen, komme, was wolle. Es handelt sich um eine Vorschulserie über den Wert der Freundschaft.

## Produktion und Veröffentlichung
Die Serie wurde zwischen 2013 und 2015 von Saban Brands in den Vereinigten Staaten produziert. Dabei ist eine Staffel mit 26 Folgen entstanden. Erstmals wurde die Serie am 29. September 2013 auf Nick Jr. ausgestrahlt. Die deutsche Erstausstrahlung erfolgte am 12. Mai 2014 auf Disney Junior, Der Start im Free-TV erfolgte am 24. November 2014 auf Disney Channel.